# Eva Brinkschulte
Eva Brinkschulte (* 1954 in Paderborn) ist eine deutsche Medizinhistorikerin, Medizinethikerin und Hochschullehrerin. Sie war von 2003 bis 2023 Leiterin des Instituts für Geschichte, Ethik und Theorie der Medizin (GET)  der Medizinischen Fakultät der Otto-von-Guericke-Universität Magdeburg sowie von 2018 bis 2023  Vorsitzende des Klinischen Ethikkomitees (KEK) der Universitätsmedizin Magdeburg. 

## Werdegang
Eva Brinkschulte studierte Geschichtswissenschaften und Soziologie an der Freien Universität Berlin (FU), legte 1981 ihre Magisterarbeit mit dem Titel Gesellschaftliche Situation und Hexenverfolgung zu Beginn des 17. Jahrhunderts. Das Beispiel der Stadt Köln vor und schloss als Magistra Artium ab. Im Rahmen der Vorbereitungen und Veranstaltungsreihen zu 750 Jahre Berlin im Jahr 1987 arbeitete Brinkschulte in mehreren  Projekten. Dabei veröffentlichte sie z. B. zum Jugendleben in der Hitlerjugend (HJ) und im Bund Deutscher Mädel (BDM).
Von 1985 bis 1989 arbeitete Brinkschulte als wissenschaftliche Mitarbeiterin bei einem DFG-Forschungsprojekt, anschließend  am Institut für Geschichte der Medizin der Freien Universität Berlin. Von 1992 bis 1994 war sie zudem an der FU Frauenbeauftragte für den Fachbereich Natur- und Sozialwissenschaftliche Grundlagenmedizin und Medizinische Ökologie.
1996 promovierte Brinkschulte an der FU Berlin. Ihre Dissertation zu sozialen und ökonomischen Faktoren der Entstehung des modernen Krankenhauses im frühen 19. Jahrhundert, im Fokus Krankenhaus und Krankenkassen, wurde 1998 als Buch veröffentlicht.
Von 1997 bis April 2003 war Brinkschulte Wissenschaftliche Assistentin am Institut für Geschichte der Medizin der Freien Universität Berlin bzw. des Zentrums für Human-  und Gesundheitswissenschaften der Berliner Hochschulmedizin (ZHGB) (nach Fusionen in der Berliner Universitätsmedizin Neueröffnung 2001). In dieser Zeit erfüllte sie Lehraufträge u. a. im 1999 an der Charité Berlin begonnenen Reformstudiengang Medizin und in der Medizingeschichte.
Brinkschulte habilitierte sich 2002 an der Freien Universität Berlin mit der Schrift Körperertüchtigung(en). Sportmedizin zwischen Leistungsoptimierung und Gesundheitsförderung 1895–1933. In dieser untersuchte sie das Verhältnis von medizinwissenschaftlicher Grundlagenforschung und gesellschaftlicher Rollenzuweisung am Beispiel der weiblichen und männlichen Körperkonzepte der entstehenden Sportphysiologie. Gleichzeitig arbeitete sie die Geschichte der sportmedizinischen  Forschungseinrichtungen der Friedrich-Wilhelms-Universität Berlin (seit 1946 Humboldt-Universität zu Berlin) auf.
Zum 16. April 2003 nahm Brinkschulte als Privatdozentin eine Tätigkeit als wissenschaftliche Mitarbeiterin und Fachvertreterin für Geschichte und Ethik der Medizin an der Medizinischen Fakultät der Otto-von-Guericke-Universität Magdeburg auf. Sie wurde zuständig für die Seminare des Querschnittsbereichs Geschichte, Ethik und Theorie der Medizin. Ende 2007 wurde ihrem Antrag auf Umhabilitation für das Fachgebiet Geschichte, Ethik und Theorie der Medizin stattgegeben. Zum 11. Mai 2010 bekam sie das Recht zur Führung der Bezeichnung außerplanmäßige Professorin (apl.) erteilt.
2018 wurde an der Universitätsmedizin Magdeburg (UMMD) ein interprofessionell zusammengesetztes Klinisches Ethikkomitee (KEK) geschaffen, deren Leiterin Brinkschulte von der Gründung bis zu ihrer Pensionierung war. In dieser Funktion verantwortet sie u. a. die erstmals im Oktober 2018 durchgeführten Ethiktage der UMMD, Organisation und Durchführung ethischer Fallbesprechungen sowie die Entwicklung ethische Handlungsempfehlungen zu im klinischen Alltag immer wiederkehrenden Fragestellungen.
Seit dem 1. Oktober 2023 ist Eva Brinkschulte im Ruhestand. Die Leitung des Fachbereichs Geschichte, Ethik und Theorie der Medizin und den Vorsitz des Klinischen Ethikkomitees 
übernahm von ihr Bettina Hitzer. Brinkschulte engagiert sich (Stand 2024) als Mitglied weiterhin im Ethikkomitee und in der Ethikkommission der Universitätsmedizin Magdeburg.

## Wissenschaftliche Tätigkeit und Engagement
Die Forschungsschwerpunkte Brinkschultes sind Historische Frauen-  und Geschlechtergeschichte in der Medizin, Patienten- und Krankenhausgeschichte im 19. und 20. Jahrhundert, Geschichte der Sportmedizin und Orthopädie, Medizin und Öffentlichkeit sowie mediale Kultur der Medizin.
Brinkschulte realisierte die 1993 in Berlin erstmals gezeigte Wanderausstellung Weibliche Ärzte. Die Durchsetzung des Berufsbildes in Deutschland, deren Mittelpunkt die Geschichte der Berufspraxis von Ärztinnen in Deutschland von den 1870er Jahren bis zum Ende des Zweiten Weltkriegs bildete. Ausgangspunkt war die umfangreiche Materialsammlung der Bibliothekarin Jutta Buchin zu Ärztinnen im Deutschen Reich bis 1918. Buchin erhielt 1995 für ihr Engagement als Erste den Margherita-von-Brentano-Preis. Das Ausstellungsprojekt Brinkschultes wurde in diesem Zusammenhang mit einer Belobigung geehrt. Weibliche Ärzte wurde sowohl im Inland mehr als zwei Jahrzehnte als auch im Ausland gezeigt und mehrfach mit spezifischen Ausstellungsteilen zur Medizinerinnengeschichte einzelner Universitäten kombiniert. Brinkschulte wirkte dabei als Kuratorin.
2006 kritisierte Brinkschulte in ihrer historischen Einführung zu Karriereplanung für Ärztinnen die zu diesem Zeitpunkt noch immer fehlenden lexikalischen und historiographischen Darstellungen der Frauenemanzipation in der Medizin:

„Die Rückschau soll die in der Standesgeschichte weitgehend verschwiegenen weiblichen Traditionslinien zunächst einmal sichtbar machen. Weder die Lexika deutscher Ärzte noch die Standardwerke zur Medizingeschichte thematisieren den Einstieg der Frauen in die akademische Berufswelt der Ärzte.“

Zwischen 2008 und 2011 war Brinkschulte Projektleiterin parallel für Forschungen zu den Ärzten Konrad Alt (1862–1922), Heimann Wolff Berend (1809–1873), Moritz Michael Ehlenburg (1811–1887) sowie Zur Geschichte der Schmerztherapie in der Kinderheilkunde und betreute auch die daraus hervorgehenden Dissertationen.
2014 leitete sie die erste Phase des Forschungsprojektes Die Deutsche Gesellschaft für Gynäkologie (DGG) im Nationalsozialismus. Zur Geschichte einer fachärztlichen Organisation in der Diktatur.
In Vertretungsprofessur und als vertretende Direktorin am Institut für Geschichte und Ethik der Medizin am Universitätsklinikum Hamburg-Eppendorf initiierte Brinkschulte 2014 eine Vortragsreihe zum 70. Jahrestag der Befreiung des KZ Auschwitz 2015, in deren Mittelpunkt die Medizin im Nationalsozialismus stand, vor allem die Menschenversuche im KZ Auschwitz betreffend.

## Publikationen (Auswahl)

### Als Autorin
- mit Anna Urbach: 2. Ethiktag der Universitätsmedizin Magdeburg – Zwischen Fürsorge, Zwang und Selbstbestimmung. In: Ärzteblatt Sachsen-Anhalt Nr. 9/2019, S. 28–29. Onlineausgabe: , abgerufen am 1. Januar 2020.
- mit Anna Urbach: LAC MATERNUM: Muttermilch und Frauenmilchbanken. Eine medizinhistorische, kulturwissenschaftliche Betrachtung und medizinwissenschaftliche Bestandsaufnahme zum 100-jährigen Jubiläum der Frauenmilchbanken in Deutschland. In: Ärzteblatt Sachsen-Anhalt Nr. 7–8/2019, S. 24–25. Onlineausgabe: , abgerufen am 1. Januar 2020.
- Schneller, höher, stärker. Zum Wandel männlicher Körpernormen um 1900. In: Eva Brinkschulte, Mariacarla Gadebusch Bondio (Hrsg.): Norm als Zwang, Pflicht und Traum. Festschrift zum 60. Geburtstag von Heinz-Peter Schmiedebach. Verlag Peter Lang, Frankfurt am Main 2015, ISBN 978-3-631-66064-5, S. 51–78.
- mit Albert Roessner: Pathologie in Magdeburg. In: Hans H. Kreipe (Hrsg.): Tumormorphogenese, Dickdarmkarzinom, update in pathology. Die besten Forschungsbeiträge 2007 (= Verhandlungen der Deutschen Gesellschaft für Pathologie, Bd. 91). Verlag Elsevier, Urban & Fischer, München und Jena 2007, ISBN 978-3-437-31212-0, S. 7–10.
- Patientenbilder – Zur Methode der Erschließung historischer Fotografien. In: Ludwig Zichner (Hrsg.): Geschichte konservativer Verfahren an den Bewegungsorganen. Verlag Steinkopff, Darmstadt 2001, ISBN 978-3-7985-1267-2, S. 233–255.
- Wissenschaftspolitik im Kaiserreich entlang der Trennungslinie Geschlecht. Die ministerielle Umfrage zur Habilitation von Frauen aus dem Jahre 1907. In: Elisabeth Dickmann, Eva Schöck-Quinteros (Hrsg.): Barrieren und Karrieren. Die Anfänge des Frauenstudiums in Deutschland. Dokumentationsband der Konferenz „100 Jahre Frauen in der Wissenschaft“ im Februar 1997 an der Universität Bremen. Trafo-Verlag Weist, Berlin 2000, ISBN 978-3-89626-178-6, S. 177–192.
- Preußische Wissenschaftsbürokratie im Zugzwang der Geschlechterfrage. Die Umfrage des Ministeriums für die geistlichen, Unterrichts- und Medizinalangelegenheiten von 1907. In: Johanna Bleker (Hrsg.): Der Eintritt der Frauen in die Gelehrtenrepublik. Zur Geschlechterfrage im akademischen Selbstverständnis und in der wissenschaftlichen Praxis am Anfang des 20. Jahrhunderts (= Abhandlungen zur Geschichte der Medizin und Naturwissenschaften. Band 84). Verlag Matthiesen, Husum 1998, ISBN 978-3-7868-4084-8, S. 51–69.
- Krankenhaus und Krankenkassen. Soziale und ökonomische Faktoren der Entstehung des modernen Krankenhauses im frühen 19. Jahrhundert. Die Beispiele Würzburg und Bamberg (= Abhandlungen zur Geschichte der Medizin und der Naturwissenschaften. Band 80). Verlag Matthiesen, Husum 1998, ISBN 978-3-7868-4080-0. (zugleich Dissertation 1996)
- Women Doctors. The Fight for Professionalization 1875–1945. Companion to the exhibition. Institut für die Geschichte der Medizin an der Freien Universität Berlin, Berlin 1997. (englisch)
- Die Institutionalisierung des modernen Krankenhauses im Rahmen aufgeklärter Sozialpolitik – Die Beispiele Würzburg und Bamberg. In: Alfons Labisch, Reinhard Spree (Hrsg.): „Einen jedem Kranken in einem Hospitale sein eigenes Bett.“ Zur Sozialgeschichte des Allgemeinen Krankenhauses in Deutschland im 19. Jahrhundert. Frankfurt am Main / New York 1996, ISBN 3-593-35396-2, S. 187–208.
- Windpocken, Varioloiden oder echte Menschenpocken? Zu den Fallstricken der retrospektiven Diagnostik. Eine Untersuchung anhand der Patientendateien des Würzburger Juliusspitals 1819–1829. In: NTM N.S. Internationale Zeitschrift für Geschichte und Ethik der Naturwissenschaften und der Medizin (= Neue Folge 3). Verlag Birkhäuser, Basel 1995, ISSN 0036-6978 NTM, S. 97–116.
- Das Juliusspital als allgemeines Krankenhaus und universitäre Einrichtung. Hauptlinien der Entwicklung bis 1830. In: Johanna Bleker, Eva Brinkschulte, Pascal Grosse (Hrsg.): Kranke und Krankheiten im Juliusspital zu Würzburg 1819–1829. Zur frühen Geschichte des Allgemeinen Krankenhauses in Deutschland. Matthiesen, Husum 1995 (= Abhandlungen zur Geschichte der Medizin und der Naturwissenschaften. Band 72), S. 23–42.
- mit Pascal Grosse: Die Patienten des Juliusspitals – Aufnahmewege und Aufnahmebedingungen- In: Johanna Bleker, Eva Brinkschulte, Pascal Grosse (Hrsg.): Kranke und Krankheiten im Juliusspital zu Würzburg 1819–1829. Zur frühen Geschichte des Allgemeinen Krankenhauses in Deutschland. Matthiesen, Husum 1995 (= Abhandlungen zur Geschichte der Medizin und der Naturwissenschaften. Band 72), S. 43–74.
- Historische Vorläufer der Krankenversicherung und das Krankenhaus – am Beispiel des Würzburger Juliusspitals 1786 bis 1830. In: Sozialgeschichte des allgemeinen Krankenhauses in Deutschland. (19. und frühes 20. Jahrhundert). 5. Internationale, interdisziplinäre Arbeitsgemeinschaft zur Sozialgeschichte der Medizin, Düsseldorf 1993.

### Als Herausgeberin
- Spurensuche - erste Ärztinnen in Hamburg und am UKE. Zur Geschichte der Arbeits- und Lebenswelt der Ärztinnen und Wissenschaftlerinnen am Universitätsklinikum Hamburg-Eppendorf (UKE) 1889–2019. Begleitheft zur Ausstellung, Hamburg 2019.
- im Auftrag des Klinikums Magdeburg: Zweihundert Jahre Krankenhausgeschichte(n). Vom städtischen Krankenhaus Altstadt zum Klinikum Magdeburg. Klinikum Magdeburg, Magdeburg 2017, ISBN 978-3-00-056269-3.
- mit Philipp Teichfischer: Johann Lukas Schönlein (1793–1864): Mon chèr Monsieur Schönlein. Briefe an den Arzt, Lehrer und Vater, Verlag Franz Steiner, Stuttgart 2016, ISBN 978-3-515-11284-0.
- mit Fritz Dross u. a.: Medizin und Sprache – die Sprache der Medizin. Medycyna i język – język medycyny. Verlag Peter Lang, Frankfurt am Main 2015, ISBN 978-3-631-65596-2.
- mit Monika Ankele: Arbeitsrhythmus und Anstaltsalltag. Arbeit in der Psychiatrie vom frühen 19. Jahrhundert bis in die NS-Zeit. Franz Steiner Verlag, Stuttgart 2015, ISBN 978-3-515-10917-8.
- mit Thomas Knuth: Das medizinische Berlin. Ein Stadtführer durch 300 Jahre Geschichte. Berlin-Edition im be.bra Verlag, Berlin 2010, ISBN 978-3-8148-0178-0.
- im Auftrag der Stiftung Oskar-Helene-Heim: Tradition mit Zukunft. 85 Jahre Orthopädie-Zentrum Berlin, Oskar-Helene-Heim. Verlag für Wissenschafts- und Regionalgeschichte Engel, Berlin 1999, ISBN 3-929134-25-X.
- in Zusammenarbeit mit dem Institut für Geschichte der Medizin der Freien Universität Berlin: Weibliche Ärzte. Die Durchsetzung des Berufsbildes in Deutschland. Edition Hentrich, Berlin 1994, =Reihe Deutsche Vergangenheit, Band 108, 2. erweiterte Auflage 1995, ISBN 3-89468-201-9.
- mit Johanna Bleker und Pascal Grosse: Kranke und Krankheiten im Juliusspital zu Würzburg 1819–1829. Zur frühen Geschichte des allgemeinen Krankenhauses in Deutschland (= Abhandlungen zur Geschichte der Medizin und der Naturwissenschaften. Band 72). Verlag Matthiesen, Husum 1995, ISBN 978-3-7868-4072-5.